# Thelypteris inaequans
Thelypteris inaequans là một loài thực vật có mạch trong họ Thelypteridaceae. Loài này được (C. Chr.) Lellinger miêu tả khoa học đầu tiên năm 1977.